# Cryptocephalus incertus
Cryptocephalus incertus är en skalbaggsart som beskrevs av Olivier 1808. Cryptocephalus incertus ingår i släktet Cryptocephalus och familjen bladbaggar. Inga underarter finns listade i Catalogue of Life.